# Sue Gardnerová

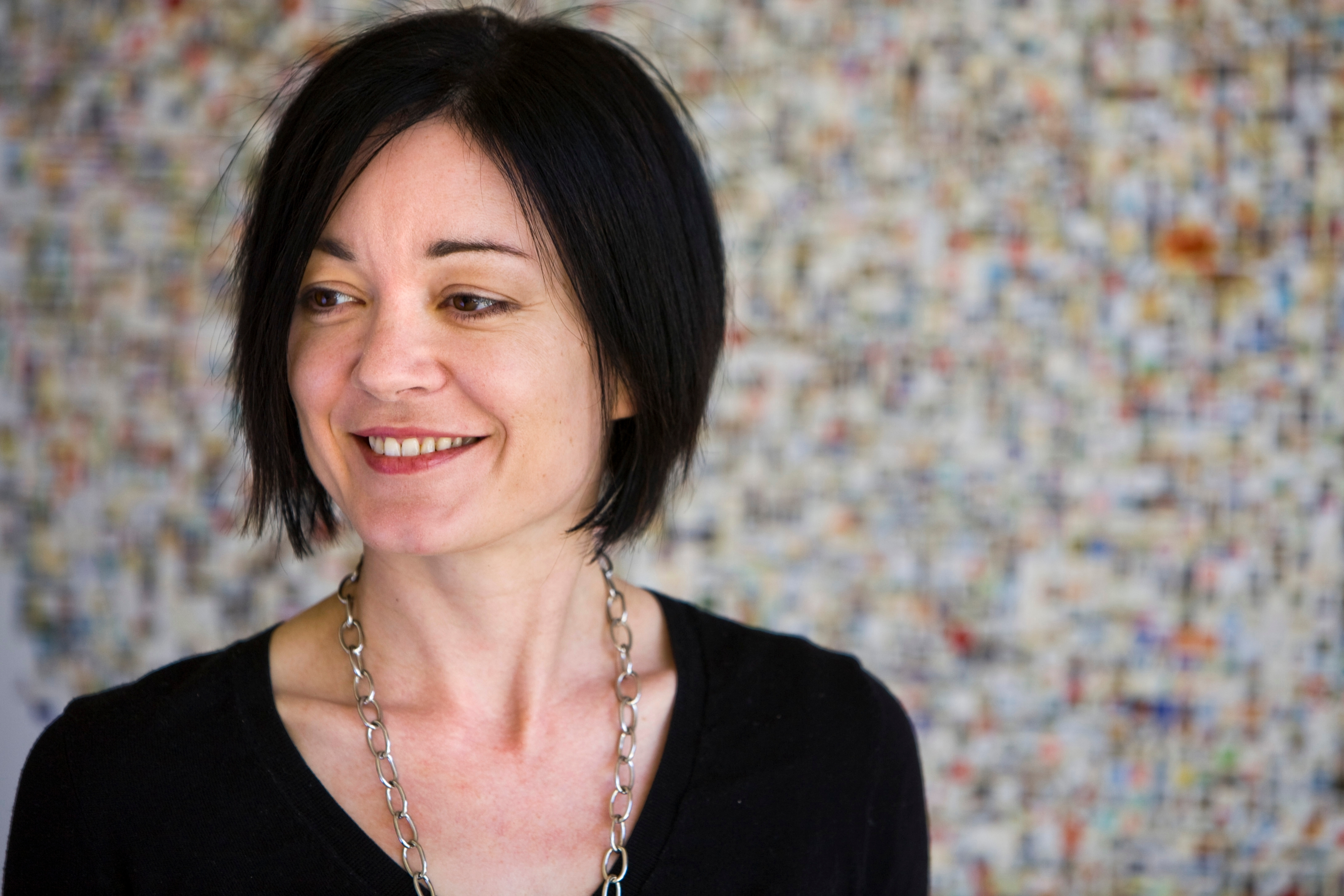
Sue Gardnerová v květnu 2008

Sue Gardnerová (* 11. května 1967 Bridgetown, Barbados) je kanadská novinářka a manažerka, která mezi lety 2007 a 2014 působila jako výkonná ředitelka nadace Wikimedia v San Franciscu.

## Život
Vystudovala žurnalistiku na Ryersonově univerzitě v Torontu. Více než deset let pracovala jako reportérka rozhlasové stanice CBC Radio One, kde začínala v pořadu As it Happens, později ve zpravodajském pořadu Newsworld International. Když rádio přešlo pod CBC.ca, byla Gardnerová pověřena vedením webové sekce a online zpravodajství Canadian Broadcasting Corporation.
Od června 2007 pracovala pro nadaci Wikimedia, kde se 3. prosince 2007 stala její výkonnou ředitelkou. V březnu 2013 oznámila, že svou funkci opustí, a v červnu 2014 byla nahrazena Lilou Tretikovovou. Gardnerová se dále věnovala zlepšení fungování Internetu, zejména v souvislosti s bojem proti návrhům zákonů, které by mohly omezit internetové svobody, např. SOPA nebo CISPA.